# Antikensammlung Berlin

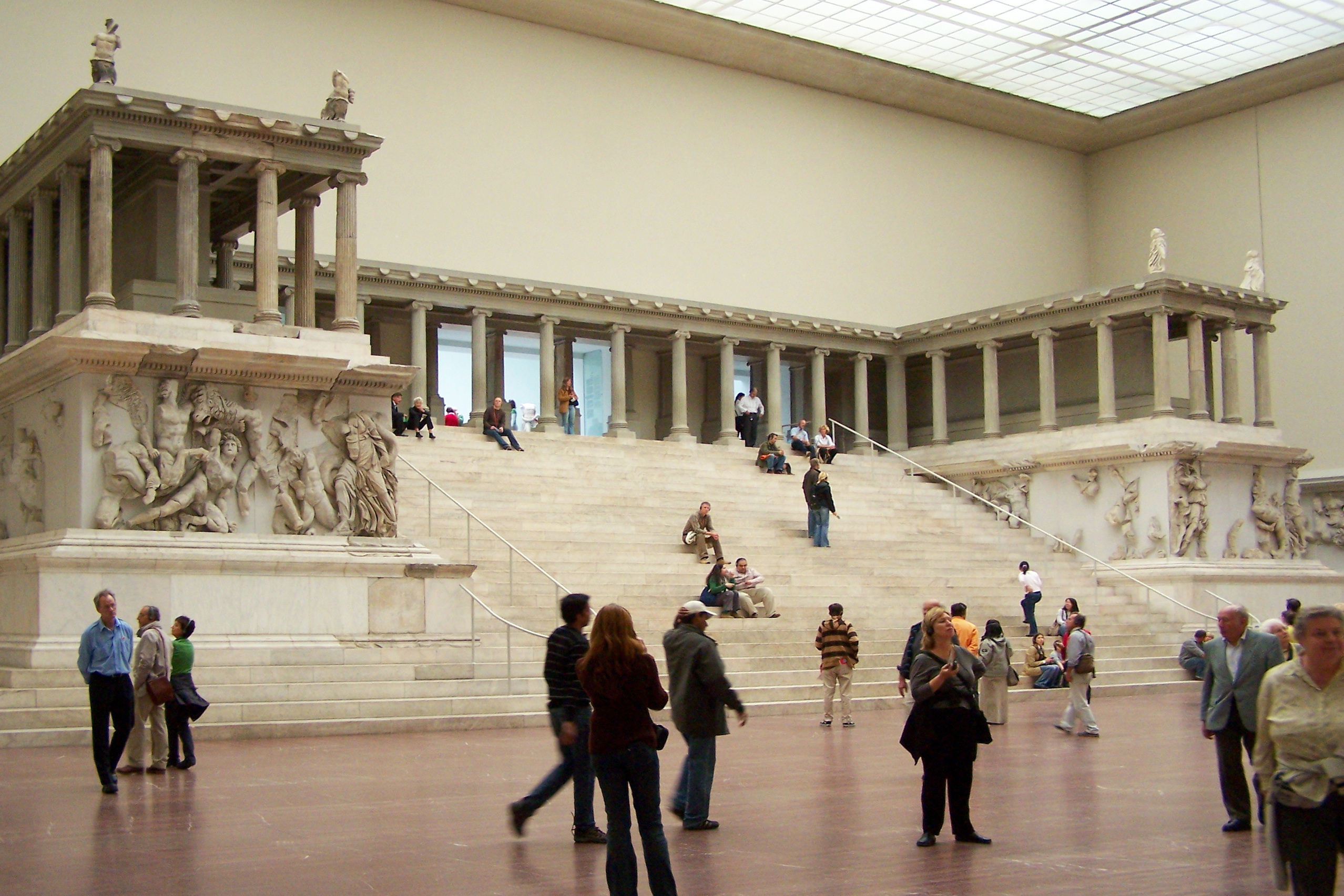
Ołtarz pergamoński

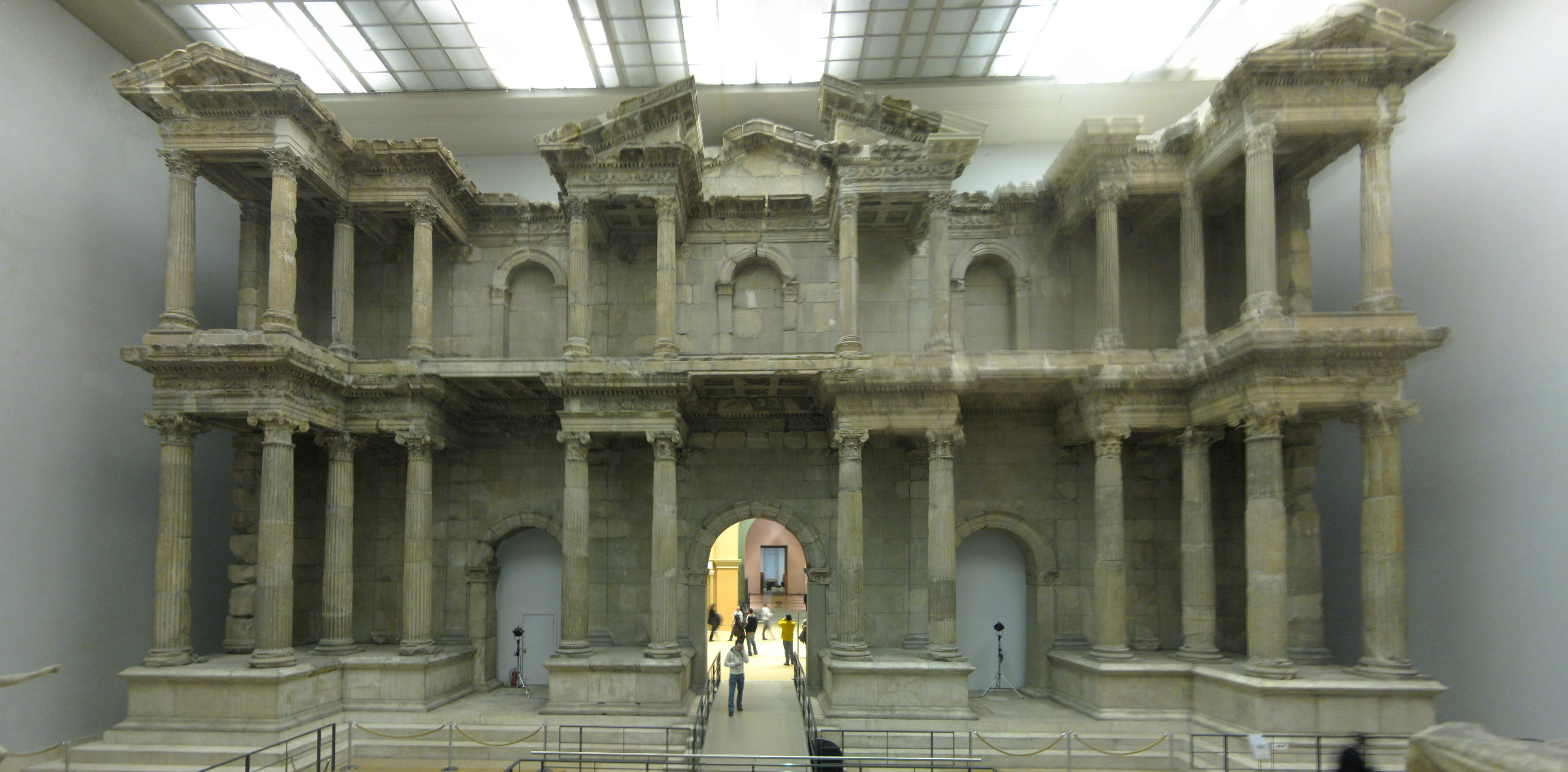
Brama targowa z Miletu

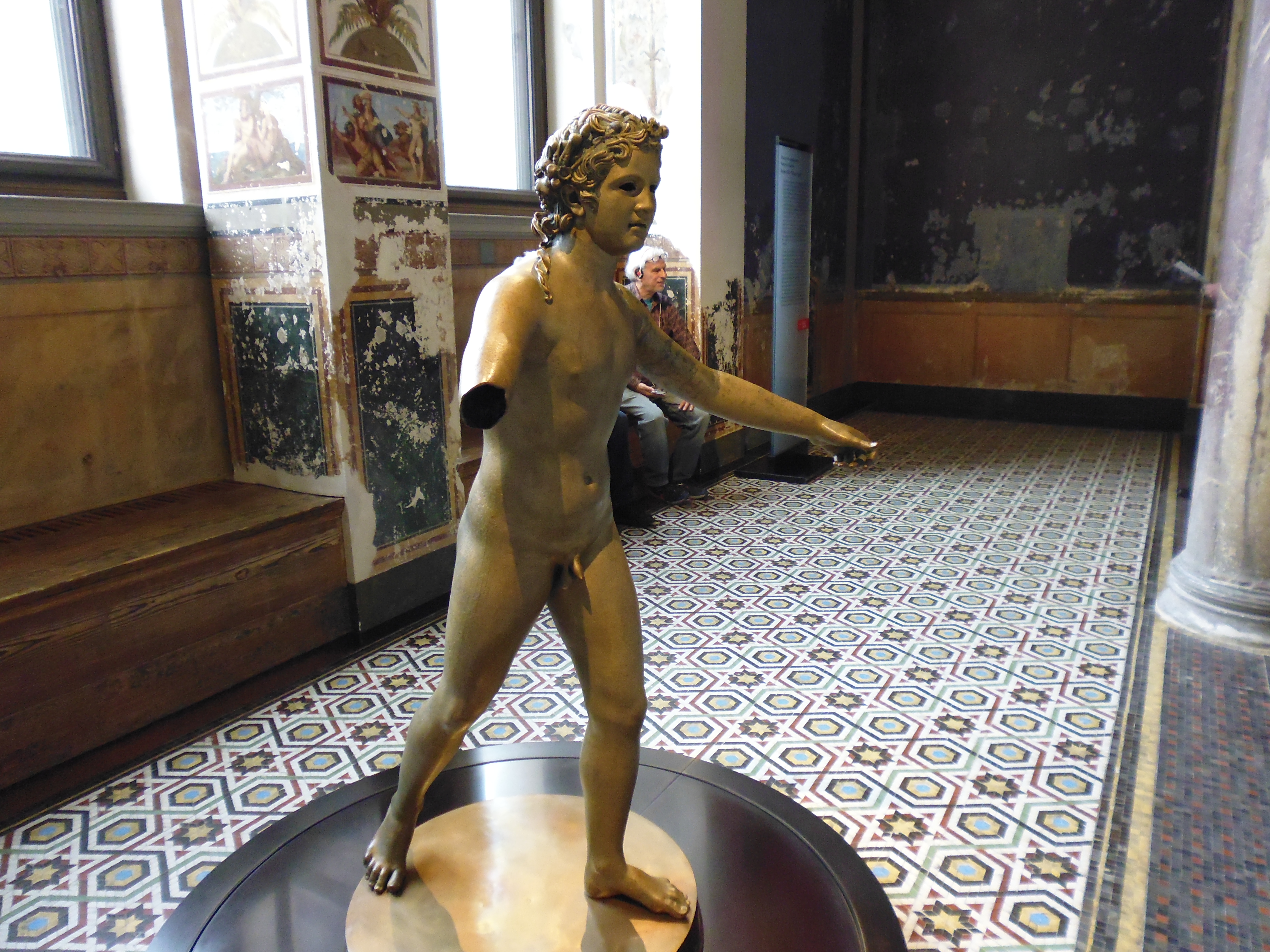
Chłopiec z Xanten

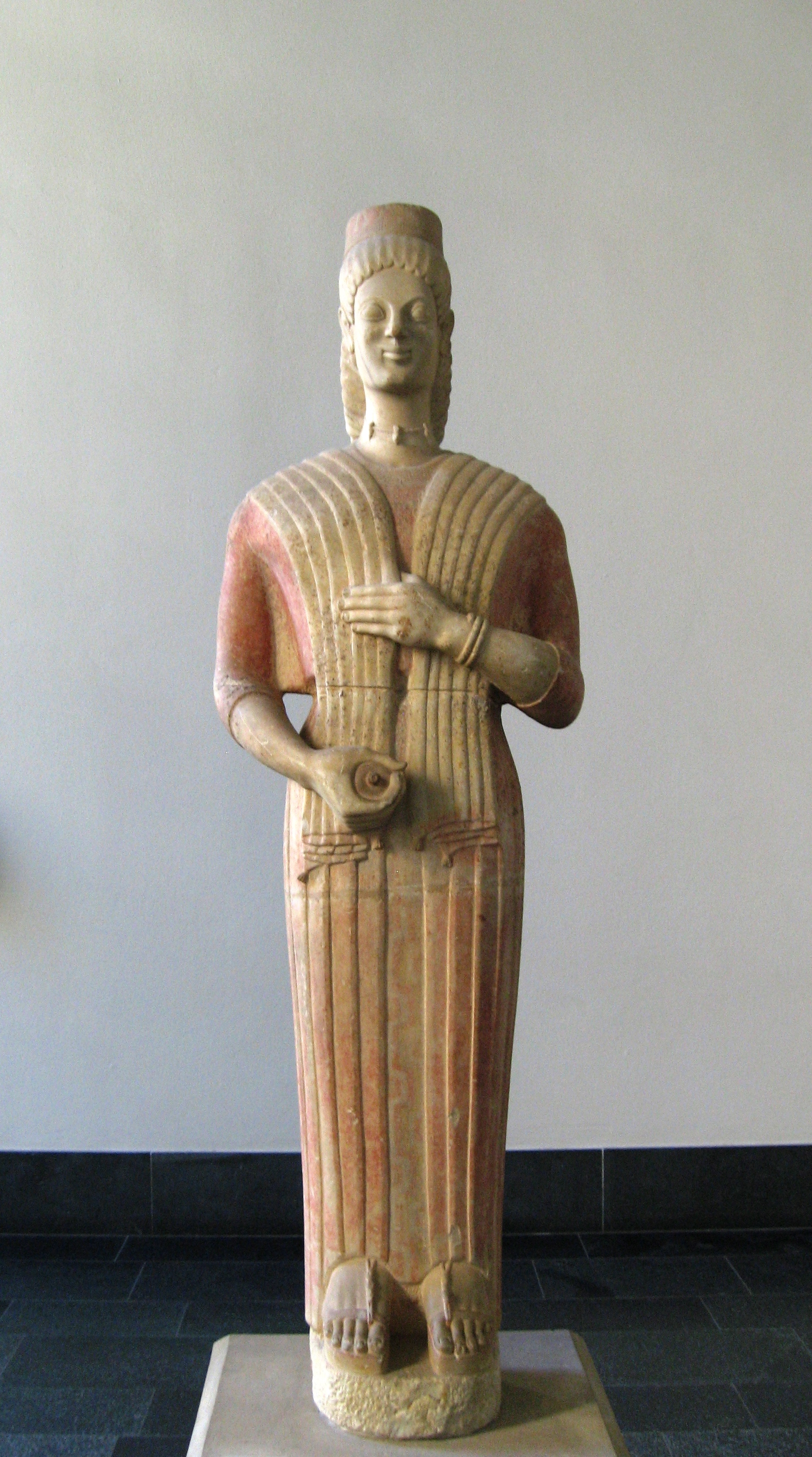
Kora z Berlina

Antikensammlung Berlin – zbiory sztuki antycznej w berlińskich muzeach (niem. Staatliche Museen zu Berlin); jedna z najbogatszych kolekcji tego typu na świecie, obejmująca obiekty ze starożytnej Grecji i Rzymu, a także sztukę etruską i cypryjską.
Zbiory prezentowane są w trzech muzeach na berlińskiej Wyspie Muzeów: Muzeum Pergamońskim, Starym Muzeum i Nowym Muzeum. Do kolekcji należą m.in. ołtarz pergamoński i brama targowa z Miletu.

## Historia
Antikensammlung Berlin to jedna z najstarszych tego typu kolekcji na północ od Alp . Swój początek ma w zbiorach elektorów brandenburskich – obiekty z tej kolekcji, zinwentaryzowane w 1648 roku, do tej pory znajdują się w zbiorach berlińskich .
W XIX w. rozwinęła się idea ogólnodostępnego muzeum publicznego i w 1830 roku otwarto Stare Muzeum wzniesione naprzeciwko królewskiego zamku miejskiego według projektu Karla Friedricha Schinkla (1781–1841) . W XIX w. kolekcja szybko się rozrastała i w 1855 roku otwarto Nowe Muzeum . W 1930 roku otwarto kolejny gmach – Muzeum Pergamońskie, w którym umieszczono monumentalny ołtarz pergamoński i bramę targową z Miletu .
W okresie II wojny światowej zbiory zostały ewakuowane i schowane w bunkrach na terenie Berlina lub w magazynach poza miastem . Po wojnie wszystkie zbiory przechowywane w Berlinie zostały wywiezione przez Armię Czerwoną do Moskwy i Leningradu, a te magazynowane poza miastem zostały przekazane przez aliantów do tzw. „Collection Points” .
W 1958 roku ZSRR zwrócił NRD półtora miliona dzieł sztuki, w tym panele fryzowe ołtarza pergamońskiego . Zwrócone dzieła znalazły się w północnym skrzydle Muzeum Pergamońskiego . Na terenie Berlina Zachodniego zbiory Antikensammlung były prezentowane w Antikenmuseum . Po zjednoczeniu Niemiec w 1990 roku kolekcje zostały połączone .
W latach 1994–2004 przeprowadzono renowację ołtarza pergamońskiego, a w latach 2006–2008 bramy targowej z Miletu . W latach 2010–2011 rzeźby greckie i rzymskie zostały przeniesione z północnego skrzydła Muzeum Pergamońskiego do Starego Muzeum, a starożytna sztuka Cypru i Rzymu prezentowana jest od 2009 roku w odbudowanym Nowym Muzeum .

## Zbiory
Antikensammlung Berlin to jedna z najbogatszych kolekcji sztuki antycznej na świecie . Obejmuje obiekty ze starożytnej Grecji i Rzymu, a także sztukę etruską, cypryjską i z terenów północnego regionu Morza Czarnego . W zbiorach znajdują się m.in. rzeźby, elementy architektoniczne, wazy, brązy i terakoty, a także biżuterię i wyroby z kości słoniowej  – ok. 27 tys. obiektów wykonanych z kamienia i ok. 19 tys. obiektów ceramicznych i terakotowych . Wiele obiektów to znaleziska z wykopalisk prowadzonych przez muzea berlińskie na przełomie XIX i XX wieku na terenie Grecji, Turcji i Cypru .
Do kolekcji należą m.in. : 
- ołtarz pergamoński
- brama targowa z Miletu
- chłopiec z Xanten
- Kora z Berlina

Kolekcja prezentowana jest w trzech muzeach na berlińskiej Wyspie Muzeów: Muzeum Pergamońskim, Starym Muzeum i Nowym Muzeum .